# Meliosma meridensis
Meliosma meridensis är en tvåhjärtbladig växtart som beskrevs av Tobias Lasser. Meliosma meridensis ingår i släktet Meliosma och familjen Sabiaceae. Inga underarter finns listade.